# Bureaka
Bureaka (románul: Valea Poienii) település Romániában, Beszterce-Naszód megyében.

## Fekvése
Beszterce-Naszód megye középső részén helyezkedik el, Besztercétől mintegy 17 km-re délkeletre. A Borgói-hegység lábánál, Oroszborgó település szomszédságában fekszik.

## Története
A falu az 1950-es évekig Aszúbeszterce külterületét képezte, ekkor vált önálló településsé. Az 1966-os népszámlálás idején 142 lakosa volt, ebből 86 cigány, 56 román. A 2002-es népszámlálás idején 169 lakosából 139 román, 30 cigány volt.